# 盾牌座UY
盾牌座UY，是一顆位於盾牌座的紅特超巨星。這顆恆星過去長期以來一直被人們認為是已知最大的恆星。
已知的最大恆星是史蒂文森2-18。

## 恆星狀況

從左到右分別是相當於一個畫素大小的太阳、手槍星、黃特超巨星仙后座ρ、参宿四和大犬座VY（盾牌座UY的大小曾被认为與大犬座VY的大小相若）

盾牌座UY是一顆紅特超巨星，其恆星光譜分類為M4Ia。這顆恆星的半徑約為太陽的1,708 ± 192倍。儘管其體積非常大，但其質量僅僅約為太陽質量的7-10倍，即約為地球質量的1000萬倍。這顆恆星不僅僅在體積方面巨大，亮度也非常高。其亮度為太陽的340,000倍，是光度最高的恆星之一。盾牌座UY也是一顆半規則變星，其變光週期約為740日。
這顆恆星的視星等為11.2至13.3等，人類肉眼無法看到這顆恆星，需要依靠望遠鏡才能看到。

### 體積
這顆恆星曾被认为是已知體積最大的恆星，但目前这个头衔属于史蒂文森2-18。根據天文學家的推測，這顆恆星的半徑約為太陽半徑的1,708 ± 192倍（7.05到8.83天文單位），直徑達2,375,828,000公里。其規模是如此之大，如果將盾牌座UY放在太陽系的中心，它的直徑將超過木星軌道（5.204267天文單位，778,547,200公里），並且接近土星軌道（9.5820172天文單位，1,433,449,370公里）。光環繞這顆恆星的赤道一周需時6.91小時，而光環繞太陽赤道一周僅需時14.5秒。這顆恆星能容納約50億個太陽，即6500兆個地球。
於2012年前，大犬座VY一直被視為已知體積最大的恆星。當時，明尼蘇達大學教授蘿勃塔·韓福瑞（Roberta M. Humphreys）預測大犬座VY的直徑大約是太陽半徑的1800到2100倍。但是，經改良的測量方式讓天文學家們發現其實際體積要小得多。

## 爭議
作為一顆紅超巨星，盾牌座UY擁有非常大的體積、極低的密度和非常不穩定的狀態。這顆恆星會以一個很快的速度將大量物質噴發進太空，並於其周圍形成雲氣。這顆恆星幾乎完全被這些塵埃和氣體所遮蔽，並且因低密度和高亮度而迅速流失質量，其現況類似於紅特超巨星大犬座VY。因為這些塵埃和氣體的透明度並不高，妨礙測量，加上現代科技的限制，天文學家們至今仍未能確認其大小。

## 殞滅
作為一顆紅超巨星，盾牌座UY的壽命只有短短1000萬至5000萬年。之後這顆恆星就會因核塌縮超新星變成中子星。超新星爆發所產生的伽玛射线暴亦會危害這顆恆星附近的行星系。